# Заводный Остров (Мозырский район)
 Заводный Остров (бел. Заводны Востраў) — деревня в Махновичском сельсовете Мозырского района Гомельской области Республики Беларусь.
Поблизости от деревни месторождение железняка.

## География

### Расположение
В 44 км на юго-запад от Мозыря, 28 км от железнодорожной станции Ельск (на линии Калинковичи — Овруч), 177 км от Гомеля.

## Транспортная сеть
Транспортные связи по просёлочной, затем автомобильной дороге Махновичи — Мозырь. Планировка состоит из прямолинейной широтной улицы, к которой на западе присоединяется переулок. Застройка деревянная, усадебного типа.

## История
По письменным источникам известна с XIX века как село в Мелешковичской волости Мозырского уезда Минской губернии. В 1919 году открыта школа, которая размещалась в наёмном крестьянском доме. В 1930 году организован колхоз имени Р. Люксембург, работала кузница. Во время Великой Отечественной войны партизаны 10 февраля 1942 года разгромили в деревне опорный пункт, созданный оккупантами. В июле 1943 года оккупанты полностью сожгли деревню и убили 26 жителей. 32 жителя погибли на фронте. Согласно переписи 1959 года в составе колхоза «Луч Октября» (центр — деревня Махновичи).

## Население

### Численность
- 2004 год — 34 хозяйства, 48 жителей.

### Динамика
- 1870 год — 18 ревизских душ.
- 1908 год — 22 двора, 108 жителей.
- 1917 год — 281 житель.
- 1925 год — 53 двора.
- 1940 год — 76 дворов, 396 жителей.
- 1959 год — 234 жителя (согласно переписи).
- 2004 год — 34 хозяйства, 48 жителей.